# Haegeum

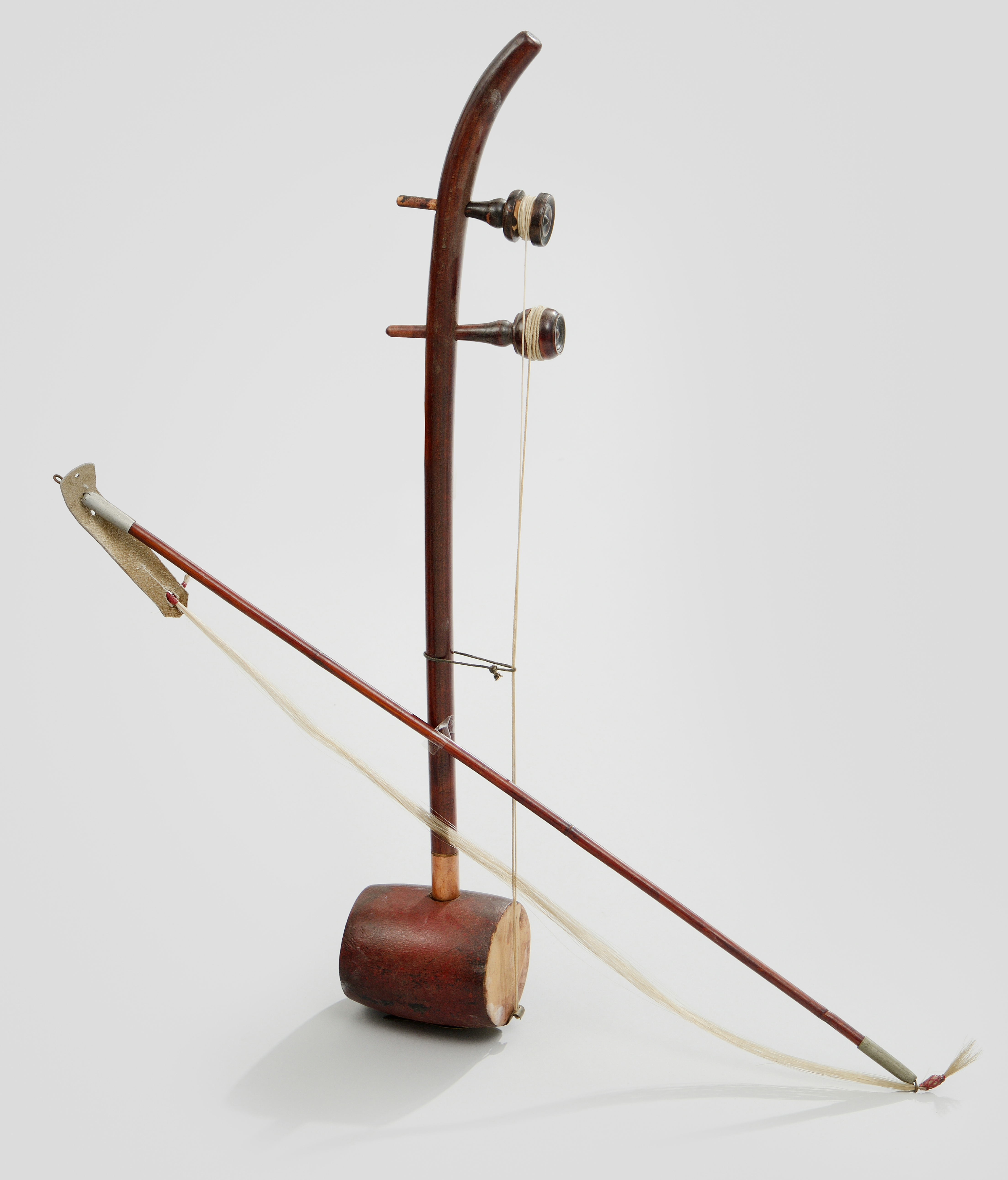
Haegeum

Haegeum (Hangeul 해금, Hanja 奚琴) ist eine zweisaitige koreanische Röhrenspießgeige. Die haegeum besteht aus einem fassförmigen hölzernen Korpus, einem Hals und aus zwei seidenen Saiten, ähnlich der chinesischen erhu. 
Wie bei der erhu verläuft der Rosshaarbezug des Streichbogens zwischen den beiden Saiten. Gespielt wird sie in senkrechter Position mit dem Korpus auf ein Knie gestützt.

## Spielweise
In der zeremoniellen koreanischen Hofmusik spielt die Kegeloboe piri die Melodie und die haegeum ergänzt zusammen mit der tiefer klingenden Streichzither ajaeng das Melodiegerüst.
Im 20. Jahrhundert wurde die sohaegeum (소해금) entwickelt. Sie ist eine modernisierte Form der haegeum. Sie kommt aus Nordkorea und wird daher überwiegend dort gespielt.

## Verbreitung
Die haegeum ist neben der erhu mit der alten chinesischen xiqin und der heutigen chinesischen erxian verwandt, da die koreanische, wie auch die japanische Kultur, stark von der chinesischen Kultur beeinflusst wurde. Verwandte Spießgeigen in der Region sind ferner die jinghu und banhu in China, die chiwang in Bhutan und die sor u in Thailand.
In Ostafrika liegt ein weiteres Verbreitungsgebiet für Röhrenspießgeigen, die bekannteste ist die ugandische endingidi.